# Molophilus (Molophilus) hirtipennis
Molophilus (Molophilus) hirtipennis is een tweevleugelige uit de familie steltmuggen (Limoniidae). De soort komt voor in het Nearctisch gebied.